# 武寧郡
武宁郡，中国古代的郡。
东晋隆安五年（401年）桓玄以蛮户设置武宁郡，隶属于荆州。治所在乐乡县（今湖北省钟祥市西北六十六里乐乡关）。後属刘宋、南齐、南梁，后来治编县（今湖北省荆门市西北）。西魏、北周为鄀州治。隋文帝开皇七年（587年）废武宁郡。